# Рупосово (Алтайский край)
Рупосово — село в Целинном районе Алтайского края. Входит в состав сельского поселения «Дружбинский сельсовет».

## География
Расположен на юге региона, на реке Прямая, в 7 км к северо-западу от центра сельского поселения села Дружба
Климат
континентальный. Средняя температура января −17 °C, июля +18,3 °C. Годовое количество атмосферных осадков — 600 мм.

## Население
| 1997 | 1998 | 1999 | 2000 | 2001 | 2002 | 2003 | 2004 | 2005 | 2006 | 2007 | 2008 |
| ---- | ---- | ---- | ---- | ---- | ---- | ---- | ---- | ---- | ---- | ---- | ---- |
| 88   | ↘80  | ↗87  | →87  | ↘82  | ↘65  | ↘50  | ↘26  | ↘21  | ↘19  | ↘18  | ↘16  |
| 2009 | 2010 | 2011 | 2012 | 2013 |      |      |      |      |      |      |      |
| ↘15  | ↘5   | ↗6   | ↘4   | ↗5   |      |      |      |      |      |      |      |

Национальный состав
Согласно результатам переписи 2002 года, в национальной структуре населения русские составляли 81 % от общей численности в 65 чел..

## Инфраструктура
Личное подсобное хозяйство.

## Транспорт
Проходит автодорога регионального значения 01 ОП МЗ 01Н-5704 а/д К-05 — Марушка — Дружба — Рупосово — а/д К-05